# Conus typhon
Espèce
Statut de conservation UICN

 LC  : Préoccupation mineure
Conus typhon est une espèce de mollusques gastéropodes marins de la famille des Conidae.
Comme toutes les espèces du genre Conus, ces escargots sont prédateurs et venimeux. Ils sont capables de « piquer » les humains et doivent donc être manipulés avec précaution, voire pas du tout.

## Description
La taille de la coquille varie entre 28 mm et 91 mm.

## Distribution
Cette espèce marine est présente du nord du Transkei, en Afrique du Sud, jusqu'à la côte de l'Afrique de l'Est.

### Niveau de risque d’extinction de l’espèce
Selon l'analyse de l'UICN réalisée en 2011 pour la définition du niveau de risque d'extinction, cette espèce est endémique à l'Afrique du Sud et se trouve entre la frontière du Mozambique et la frontière du Transkei. Cette espèce a une aire de répartition relativement large et n'a pas de menaces actuelles pour sa population globale, bien que certaines des populations dans les eaux moins profondes puissent être quelque peu affectées par des événements de pollution. Cependant, il est peu probable que cela ait un effet significatif sur la population mondiale de cette espèce, qui a donc été classée dans la catégorie "préoccupation mineure".

## Taxonomie

### Publication originale
L'espèce Conus typhon a été décrite pour la première fois en 1975 par le malacologiste sud-africain Richard Neil Kilburn (d),.

### Synonymes
- Conus (Leptoconus) typhon Kilburn, 1975 · non accepté
- Conus (Splinoconus) typhon Kilburn, 1975 · appellation alternative
- Conus nielsenae typhon Kilburn, 1975 · non accepté
- Kioconus (Ongoconus) typhon (Kilburn, 1975) · non accepté
- Kioconus typhon (Kilburn, 1975) · non accepté